# Josh Palmer
Joshua Keith Palmer (Brampton, 22 settembre 1999) è un giocatore di football americano canadese che milita nel ruolo di wide receiver per i Buffalo Bills della National Football League (NFL).

## Carriera

### Los Angeles Chargers
Palmer al college giocò a football a Tennessee. Fu scelto nel corso del terzo giro (77º assoluto) nel Draft NFL 2021 dai Los Angeles Chargers. Debuttò come professionista subentrando nella gara del primo turno contro il Washington Football Team ricevendo un passaggio da 17 yard. Nella settimana 8 segnò il primo touchdown in carriera contro i New England Patriots. La sua stagione da rookie si concluse con 33 ricezioni per 353 yard e 4 marcature.

### Buffalo Bills
L'11 marzo 2025 Palmer firmò con i Buffalo Bills un contratto triennale del valore di 36 milioni di dollari.